# Alar del Rey (kommunhuvudort)
Alar del Rey är en kommunhuvudort i Spanien.   Den ligger i provinsen Provincia de Palencia och regionen Kastilien och Leon, i den norra delen av landet, 250 km norr om huvudstaden Madrid. Alar del Rey ligger 852 meter över havet och antalet invånare är 1 169.
Terrängen runt Alar del Rey är platt åt sydväst, men åt nordost är den kuperad. Alar del Rey ligger nere i en dal. Runt Alar del Rey är det mycket glesbefolkat, med 3 invånare per kvadratkilometer. Närmaste större samhälle är Aguilar de Campóo, 15,5 km norr om Alar del Rey. Trakten runt Alar del Rey består till största delen av jordbruksmark.